# Vegetação da Guiana

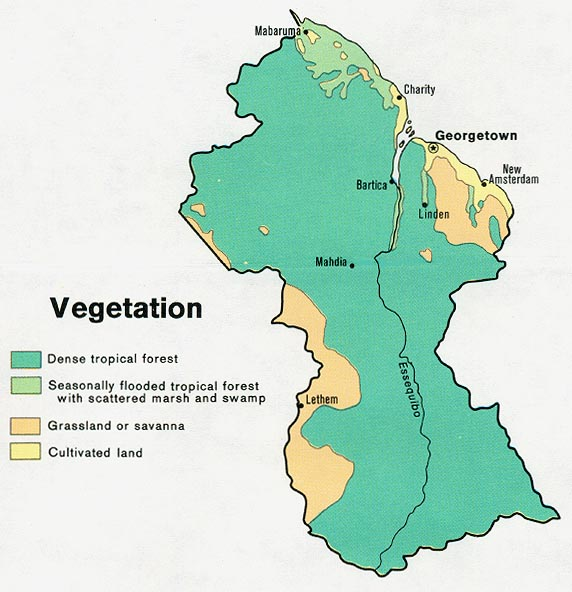
Mapa de vegetação da Guiana.

Quase quatro quintos do território da Guiana são cobertos pela floresta tropical, com espécies de boa madeira e produtoras de látex, como a balata. Na costa, são abundantes os manguezais e as ervas resistentes ao sal, que ajudam a fixar a terra. Nos campos, predomina a vegetação alta e arbustiva.